# 1642 Хил
1642 Хил (енгл. 1642 Hill) је астероид главног астероидног појаса чија средња удаљеност од Сунца износи 2,750 астрономских јединица (АЈ).
Апсолутна магнитуда астероида је 10,5.